# Avesnes
Pour les articles homonymes, voir Avesnes (homonymie).
Ne doit pas être confondu avec Avesnes-le-Comte, Avesnes-lès-Bapaume ou Avesnes-sur-Helpe.
Avesnes, parfois  appelée Avesnes-au-Mont, est une commune française située dans le département du Pas-de-Calais en région Hauts-de-France. Ses habitants sont appelés les Avesnois.
La commune fait partie de la communauté de communes du Haut Pays du Montreuillois qui regroupe 49 communes et compte 15 703 habitants en 2021.

## Géographie

### Localisation
Localisée dans le centre-ouest du département du Pas-de-Calais, Avesnes est une commune rurale située, à vol d'oiseau, à 12 km au nord-ouest de la commune de Fruges et à 17 km au nord-est de la commune de Montreuil-sur-Mer (chef-lieu d'arrondissement).
Le territoire de la commune est limitrophe de ceux de quatre communes.
Les communes limitrophes sont Ergny, Maninghem, Wicquinghem et Herly.

### Géologie et relief
La superficie de la commune est de 3 km2 ; son altitude varie de 126  à   187 mètres.

### Hydrographie
Le territoire de la commune est situé dans le bassin Artois-Picardie. Elle n'est drainée par aucun cours d'eau,.

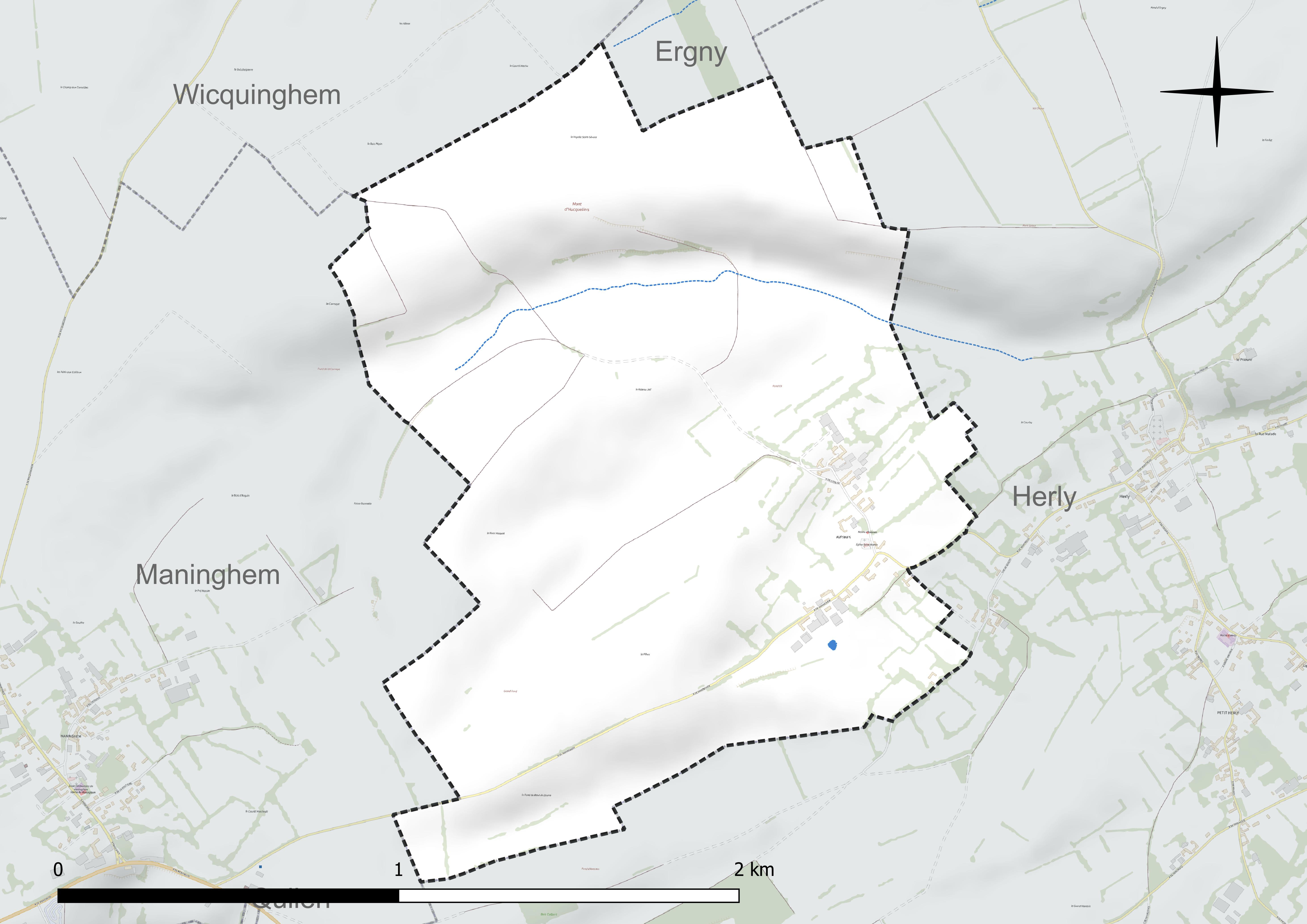
Réseau hydrographique d'Avesnes.

### Climat
Pour des articles plus généraux, voir Climat des Hauts-de-France et Climat du Pas-de-Calais.
En 2010, le climat de la commune est de type climat océanique franc, selon une étude du CNRS s'appuyant sur une série de données couvrant la période 1971-2000. En 2020, Météo-France publie une typologie des climats de la France métropolitaine dans laquelle la commune est exposée à un climat océanique et est dans la région climatique Côtes de la Manche orientale, caractérisée par un faible ensoleillement (1 550 h/an) ; forte humidité de l'air (plus de 20 h/jour avec humidité relative > 80 % en hiver), vents forts fréquents.
Pour la période 1971-2000, la température annuelle moyenne est de 10,1 °C, avec une amplitude thermique annuelle de 13,3 °C. Le cumul annuel moyen de précipitations est de 977 mm, avec 12,9 jours de précipitations en janvier et 8,8 jours en juillet. Pour la période 1991-2020, la température moyenne annuelle observée sur la station météorologique la plus proche, située sur la commune de Radinghem à 10 km à vol d'oiseau, est de 10,5 °C et le cumul annuel moyen de précipitations est de 1 038,1 mm,. Pour l'avenir, les paramètres climatiques de la commune estimés pour 2050 selon différents scénarios d'émission de gaz à effet de serre sont consultables sur un site dédié publié par Météo-France en novembre 2022.

### Paysages
Pour un article plus général, voir Paysage en France.
La commune est située à la jonction de deux paysages tels qu'ils sont définis dans l'atlas de paysages de la région Nord-Pas-de-Calais, conçu par la direction régionale de l'Environnement, de l'Aménagement et du Logement (DREAL), : 
- les « paysages montreuillois », qui concernent 98 communes, se délimitent : à l'ouest par des falaises qui, avec le recul de la mer, ont donné naissance aux bas-champs ourlées de dunes ; au nord par la boutonnière du Boulonnais ; au sud par le vaste plateau formé par la vallée de l'Authie, et à l'est par les paysages du Ternois et du Haut-Artois. Les « paysages montreuillois », avec, dans leur axe central, la vallée de la Canche et ses nombreux affluents comme la Course, la Créquoise, la Planquette…, offrent une alternance de vallées et de plateaux, appelés « ondulations montreuilloises ». Dans ces paysages, et plus particulièrement sur les plateaux, on cultive la betterave sucrière, le blé et le maïs et les plateaux entre la Ternoise et la Créquoise sont couverts de vastes massifs forestiers comme la forêt d'Hesdin-la-Forêt, les bois de Fressin, Sains-lès-Fressin, Créquy…[13].

L’occupation des sols de la surface totale de ces « paysages montreuillois » est de 59,07 % de cultures, de 21,55 % de prairies naturelles, permanentes, de 12,02 % de forêts et de milieux semi-naturels, de 5,79 % d'espaces artificialisés avec les communes principales d'Étaples et Montreuil-sur-Mer, de 0,38 % de cours d'eau et plan d'eau, 0,41 % d'espaces industriels et de friches industrielles et de 0,14 % d’espaces dunaires ;
- les « paysages des hauts plateaux artésiens », qui concernent 77 communes du Pas-de-Calais, se situent à l'extrémité ouest des collines de l'Artois qui traversent le Pas-de-Calais d'Arras au Boulonnais. L'altitude de ces paysages dépassent les 180 mètres. Ces dimensions sont modestes, d'une quinzaine de kilomètres du sud-est au nord-ouest et d'une vingtaine de kilomètres dans sa dimension la plus grande[14].

Les « paysages des hauts plateaux artésiens », appelés aussi « Haut Artois », se caractérisent par trois ensembles écopaysagers :
- - l'ensemble mésophile ouvert du plateau artésien calcaire ;
  - l'ensemble alluvial des fonds de vallée de la Lys et de l'Aa ;
  - l'ensemble calcicole des versants calcaires des vallées[14].

Le « Haut Artois » dispose d'une importante densité de corridors biologiques bien interconnectés.
Dans le « Haut Artois », pas de villes, c'est une des rares terres rurales de la région, les communes les plus importantes sont, du nord au sud, Lumbres, Fauquembergues et Fruges. Le « Haut Artois », drainé par l'Aa et la Lys, constitue le sommet de l'anticlinal artésien, paysage ventée, froid et aux précipitations importantes qui en font le château d'eau régional.
Leș cultures représentent 59,66 % des sols, les prairies 29,96 %, les forêts et milieux semi-naturels de 6,81 %, les espaces artificialisés 6,09 % avec les communes principales de Lumbres, Fruges et Fauquembergues, les espaces industriels 0.41 % et les cours d'eau et plans d'eau 0.08 %.

### Milieux naturels et biodiversité

#### Zone naturelle d'intérêt écologique, faunistique et floristique
L'inventaire des zones naturelles d'intérêt écologique, faunistique et floristique (ZNIEFF) a pour objectif de réaliser une couverture des zones les plus intéressantes sur le plan écologique, essentiellement dans la perspective d'améliorer la connaissance du patrimoine naturel national et de fournir aux différents décideurs un outil d'aide à la prise en compte de l'environnement dans l'aménagement du territoire.
Le territoire communal comprend une ZNIEFF de type 2 : la haute vallée de l'Aa et ses versants en amont de Remilly-Wirquin. La haute vallée de l'Aa se rattache à l'entité paysagère des hauts plateaux artésiens, elle intègre la source de ce fleuve côtier situé à Bourthes et les premiers kilomètres de ce cours d'eau qui trace un sillon profond dans les collines de l'Artois.

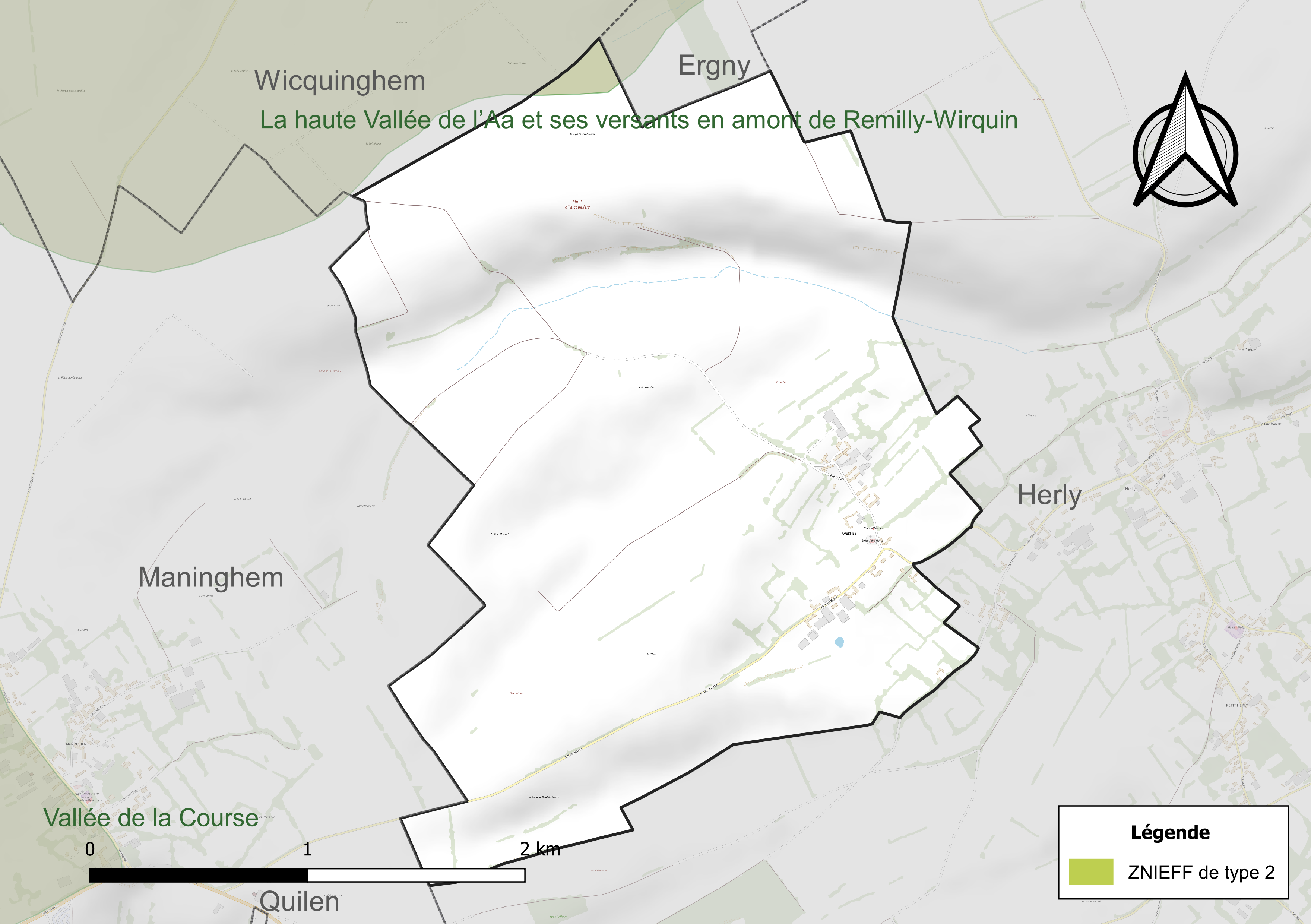
Carte de la ZNIEFF sur la commune.

## Urbanisme

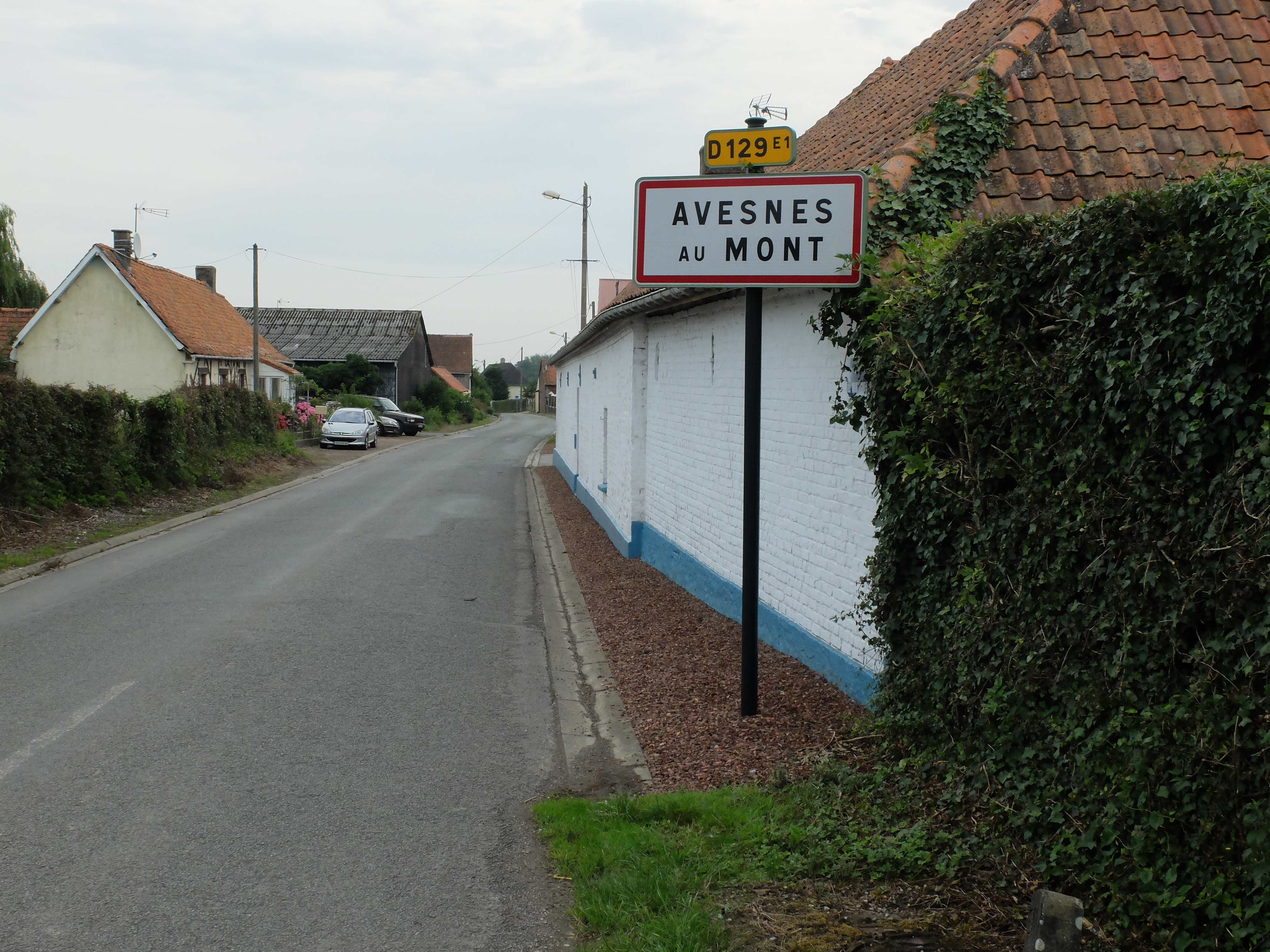
Une entrée de la commune.

### Typologie
Au 1er janvier 2024, Avesnes est catégorisée commune rurale à habitat dispersé, selon la nouvelle grille communale de densité à sept niveaux définie par l'Insee en 2022.
Elle est située hors unité urbaine et hors attraction des villes,.

### Occupation des sols
L'occupation des sols de la commune, telle qu'elle ressort de la base de données européenne d'occupation biophysique des sols Corine Land Cover (CLC), est marquée par l'importance des territoires agricoles (100 % en 2018), une proportion identique à celle de 1990 (100 %). La répartition détaillée en 2018 est la suivante : 
terres arables (51,2 %), prairies (33,2 %), zones agricoles hétérogènes (15,6 %). L'évolution de l'occupation des sols de la commune et de ses infrastructures peut être observée sur les différentes représentations cartographiques du territoire : la carte de Cassini (XVIIIe siècle), la carte d'état-major (1820-1866) et les cartes ou photos aériennes de l'IGN pour la période actuelle (1950 à aujourd'hui).

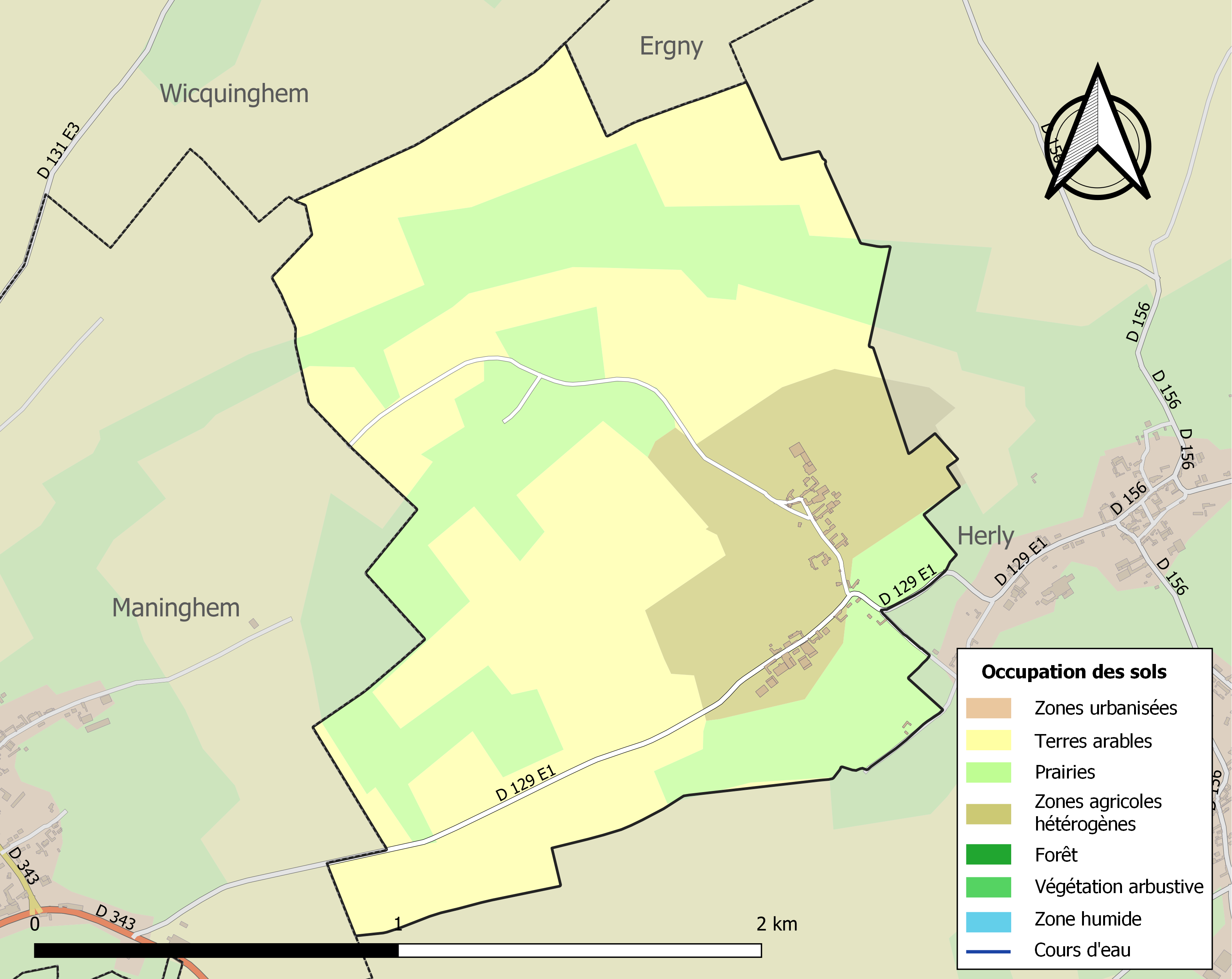
Carte des infrastructures et de l'occupation des sols de la commune en 2018 (CLC).

## Toponymie
Le nom de la localité est attesté sous les formes Avennes en 1190 ; Avesnes au XIIIe siècle ; Avesnes-en-Boullenois en 1318 ; Avenes juxta Helly en 1422 ; Avesnes-lez-Herly en 1623-1631 ; Avesne en 1663 ; Avesnes en 1793 ; Avesne puis Avesnes depuis 1801.
Le nom d'Avesnes serait issu d'un bas-latin *avenesna « terre propice à l'avoine » qui a donné avenesne en oïl réduit à avesne, ou avesna, désignant un terrain cultivé. Ce terme hypothétique ne correspond pas aux formes anciennes relevées pour le type toponymique Avesnes, c'est simplement une possible évolution phonétique à partir d'une forme reconstruite. En revanche, Maurits Gysseling et à sa suite François de Beaurepaire ont considéré qu'il s'agissait du germanique afisna / avisna « pâturage », cf. vieil anglais æfesn « pâturage ». En effet, on identifie principalement ce type toponymique dans un paysage de bocage et d'herbages comme le pays de Bray ou l'Avesnois. En outre, des formations toponymiques avec l'article défini l ou les, plus tardives, confirment cette signification, par exemple : Les Avesnes (Seine-Maritime, Communes patures nommées les Avesnes dans le fief de Montérolier, 1455) contrairement à ce qu'affirme Ernest Nègre.
Avinne en picard.

## Politique et administration

### Découpage territorial
La commune se trouve dans l'arrondissement de Montreuil du département du Pas-de-Calais.

#### Commune et intercommunalités
La commune est membre de la communauté de communes du Haut Pays du Montreuillois.

#### Circonscriptions administratives
La commune est rattachée au canton de Lumbres.

#### Circonscriptions électorales
Pour l'élection des députés, la commune fait partie de la quatrième circonscription du Pas-de-Calais.

### Élections municipales et communautaires

#### Liste des maires
| Période                                  | Période                       | Identité                 | Étiquette | Qualité                                     |
| ---------------------------------------- | ----------------------------- | ------------------------ | --------- | ------------------------------------------- |
| Les données manquantes sont à compléter. |                               |                          |           |                                             |
| 1792                                     | 1795                          | Jean-Baptiste Marcassin  |           |                                             |
| 1795                                     | 1805                          | Nicolas Dacquin          |           |                                             |
| 1806                                     | 1816                          | Zéphirin Dacquin         |           |                                             |
| 1817                                     | 1824                          | Pierre Bailly            |           |                                             |
| 1824                                     | 1830                          | Pierre Marie Bailly      |           |                                             |
| 1831                                     | 1834                          | Clément Wallois          |           |                                             |
| 1835                                     | 1852                          | Jean-Baptiste Wallois    |           |                                             |
| 1852                                     | 1860                          | Joseph Dewidehem         |           |                                             |
| 1860                                     | 1867                          | Auguste Condette         |           |                                             |
| 1867                                     | 1882                          | Jules Lafonte            |           |                                             |
| 1883                                     | 1908                          | Jean-Baptiste de Widehem |           |                                             |
| 1908                                     | 1912                          | Onésime Bailly           |           |                                             |
| 1912                                     | 1929                          | Zacharie Braure          |           |                                             |
| 1929                                     | 1953                          | Auguste Wallois          |           |                                             |
| 1953                                     | 1971                          | Émile Libersart          |           |                                             |
| 1971                                     | 1988                          | André Delhaye            |           |                                             |
| 1988                                     | 1989                          | André Roussel            |           |                                             |
| 1989                                     | mai 2020                      | Guy Randoux              |           | Agriculteur Réélu pour le mandat 2014-2020, |
| mai 2020                                 | En cours (au 31 janvier 2022) | Gauthier Benoît          |           | Secrétaire de mairie,                       |

## Équipements et services publics

### Justice, sécurité, secours et défense
La commune dépend du tribunal de proximité de Montreuil, du conseil de prud'hommes de Boulogne-sur-Mer, du tribunal judiciaire de Boulogne-sur-Mer, de la cour d'appel de Douai, du tribunal de commerce de Boulogne-sur-Mer, du tribunal administratif de Lille, de la cour administrative d'appel de Douai et du tribunal pour enfants de Boulogne-sur-Mer.

## Population et société

### Démographie
Les habitants de la commune sont appelés les Avesnois.

#### Évolution démographique
L'évolution du nombre d'habitants est connue à travers les recensements de la population effectués dans la commune depuis 1793. Pour les communes de moins de 10 000 habitants, une enquête de recensement portant sur toute la population est réalisée tous les cinq ans, les populations de référence des années intermédiaires étant quant à elles estimées par interpolation ou extrapolation. Pour la commune, le premier recensement exhaustif entrant dans le cadre du nouveau dispositif a été réalisé en 2007.

En 2022, la commune comptait 49 habitants, en évolution de −2 % par rapport à 2016 (Pas-de-Calais : −0,72 %, France hors Mayotte : +2,11 %).
| 1793 | 1800 | 1806 | 1821 | 1831 | 1836 | 1841 | 1846 | 1851 |
| ---- | ---- | ---- | ---- | ---- | ---- | ---- | ---- | ---- |
| 109  | 93   | 121  | 126  | 128  | 140  | 148  | 140  | 131  |

| 1856 | 1861 | 1866 | 1872 | 1876 | 1881 | 1886 | 1891 | 1896 |
| ---- | ---- | ---- | ---- | ---- | ---- | ---- | ---- | ---- |
| 129  | 141  | 133  | 114  | 108  | 98   | 100  | 111  | 102  |

| 1901 | 1906 | 1911 | 1921 | 1926 | 1931 | 1936 | 1946 | 1954 |
| ---- | ---- | ---- | ---- | ---- | ---- | ---- | ---- | ---- |
| 112  | 102  | 101  | 75   | 70   | 70   | 62   | 51   | 52   |

| 1962 | 1968 | 1975 | 1982 | 1990 | 1999 | 2006 | 2007 | 2012 |
| ---- | ---- | ---- | ---- | ---- | ---- | ---- | ---- | ---- |
| 68   | 70   | 53   | 47   | 44   | 46   | 36   | 35   | 42   |

| 2017 | 2022 | - | - | - | - | - | - | - |
| ---- | ---- | - | - | - | - | - | - | - |
| 52   | 49   | - | - | - | - | - | - | - |

#### Pyramide des âges
En 2018, le taux de personnes d'un âge inférieur à 30 ans s'élève à 36,5 %, soit en dessous de la moyenne départementale (36,7 %). À l'inverse, le taux de personnes d'âge supérieur à 60 ans est de 21,2 % la même année, alors qu'il est de 24,9 % au niveau départemental.
En 2018, la commune comptait 24 hommes pour 29 femmes, soit un taux de 54,72 % de femmes, largement supérieur au taux départemental (51,5 %).
Les pyramides des âges de la commune et du département s'établissent comme suit.
| Hommes | Classe d’âge | Femmes |
| ------ | ------------ | ------ |
| 0,0    | 90 ou +      | 0,0    |
| 4,2    | 75-89 ans    | 10,7   |
| 16,7   | 60-74 ans    | 10,7   |
| 8,3    | 45-59 ans    | 14,3   |
| 37,5   | 30-44 ans    | 25,0   |
| 12,5   | 15-29 ans    | 10,7   |
| 20,8   | 0-14 ans     | 28,6   |

| Hommes | Classe d’âge | Femmes |
| ------ | ------------ | ------ |
| 0,5    | 90 ou +      | 1,6    |
| 5,6    | 75-89 ans    | 8,9    |
| 16,7   | 60-74 ans    | 18,1   |
| 20,2   | 45-59 ans    | 19,2   |
| 18,9   | 30-44 ans    | 18,1   |
| 18,2   | 15-29 ans    | 16,2   |
| 19,9   | 0-14 ans     | 17,9   |

### Manifestations culturelles et festivités
Depuis 2021, la place de village accueille les manifestations communales et dispose d'une aire d'accueil pour camping-car et fourgons aménagés.

### Sports et loisirs
Depuis 2023, la commune dispose d'une aire de jeux pour enfants de 4 à 12 ans.

## Culture locale et patrimoine

### Lieux et monuments

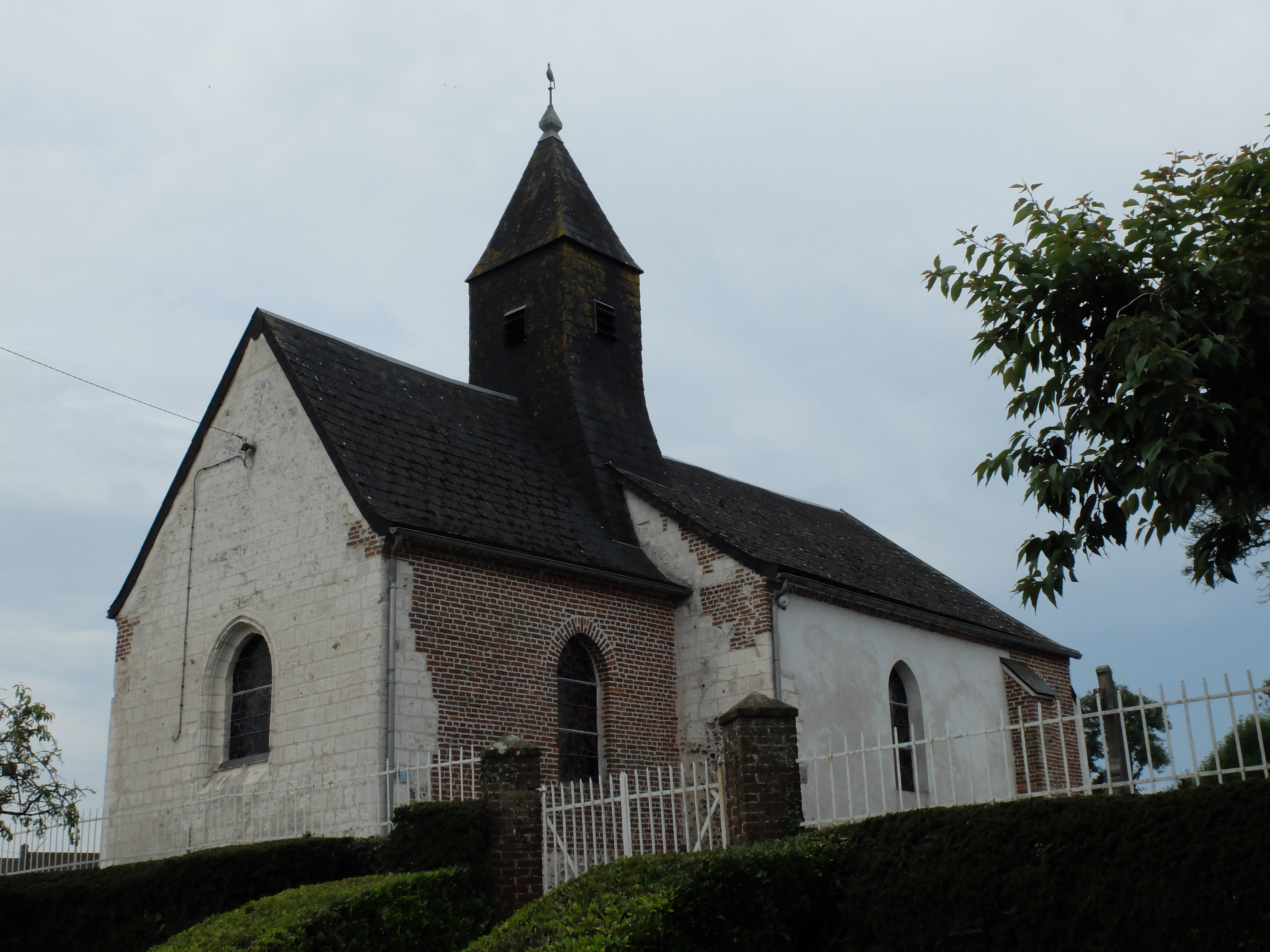
L'église.

- L'église Saint-Martin.

### Personnalités liées à la commune
- Guillaume d'Auxonne (-1344 ou 1345), prélat français, mort à Avesnes.
- Joseph-César Michault de Saint-Mars (d) (1778-1853), colonel. Son nom apparaît sur la 3e colonne de l'Arc de Triomphe.
- Eugène Charles Auguste de Mandeville (1780-1850), né à Avesnes, général des armées de la République et de l'Empire.
- Félix Lecoq (d) (1805-1880), vétérinaire, né a Avesnes.
- Edward Barry (1809-1879), né à Avesnes, historien et épigraphiste.
- Georges Taisne (1904-1998), né à Avesnes, international français de football.
- Jean Leclercq (1911-1993), né à Avesnes, moine bénédictin et enseignant à l'université pontificale grégorienne.
- René Minon (1868-19..), auteur et instituteur à Avesnes.

### Héraldique
| Blason de Avesnes | Blason  | Coupé : au 1er de gueules à une aigle d'or, au 2d parti au I d'or à un lion de gueules et au II d'or à un taureau contourné de gueules. |
| Blason de Avesnes | Détails | Reprend des symboles qui figuraient sur une ancienne croix processionnelle qui appartint jusqu'au XIXe siècle à l'église d'Avesnes, et qui représentent trois des quatre évangélistes du Tétramorphe (sans leurs ailes) : le lion de saint Marc, l'aigle de saint Jean et le taureau de saint Luc. N'y manque que l'homme ailé de saint Matthieu. Le tout est aux couleurs de la famille de Monchy, anciens seigneurs du lieu, qui portait « de gueules à trois maillets d'or ». Le statut officiel du blason reste à déterminer. |

## Pour approfondir

#### Bases de données, dictionnaires et encyclopédies
- Ressources relatives à la géographie :   - Insee (communes)
  - Ldh/EHESS/Cassini
- Ressource relative à plusieurs domaines :   - Annuaire du service public français
- Notice dans un dictionnaire ou une encyclopédie généraliste :   - Enciclopedia De Agostini
- Notices d'autorité :   - VIAF
  - BnF (données)
  - LCCN
  - Israël